# Vallsjöarna (Orsa socken, Dalarna)
Vallsjöarna är två sjöar i den sydöstra delen av Koppångens Natura 2000-område, i Orsa kommun i Dalarna.